# Stenanthium gramineum
Stenanthium gramineum är en nysrotsväxtart som först beskrevs av John Bellenden Ker Gawler och fick sitt nu gällande namn av Thomas Morong. Stenanthium gramineum ingår i släktet Stenanthium och familjen nysrotsväxter. Inga underarter finns listade.
Artens utbredningsområde anges som centrala och östra USA.

## Bildgalleri

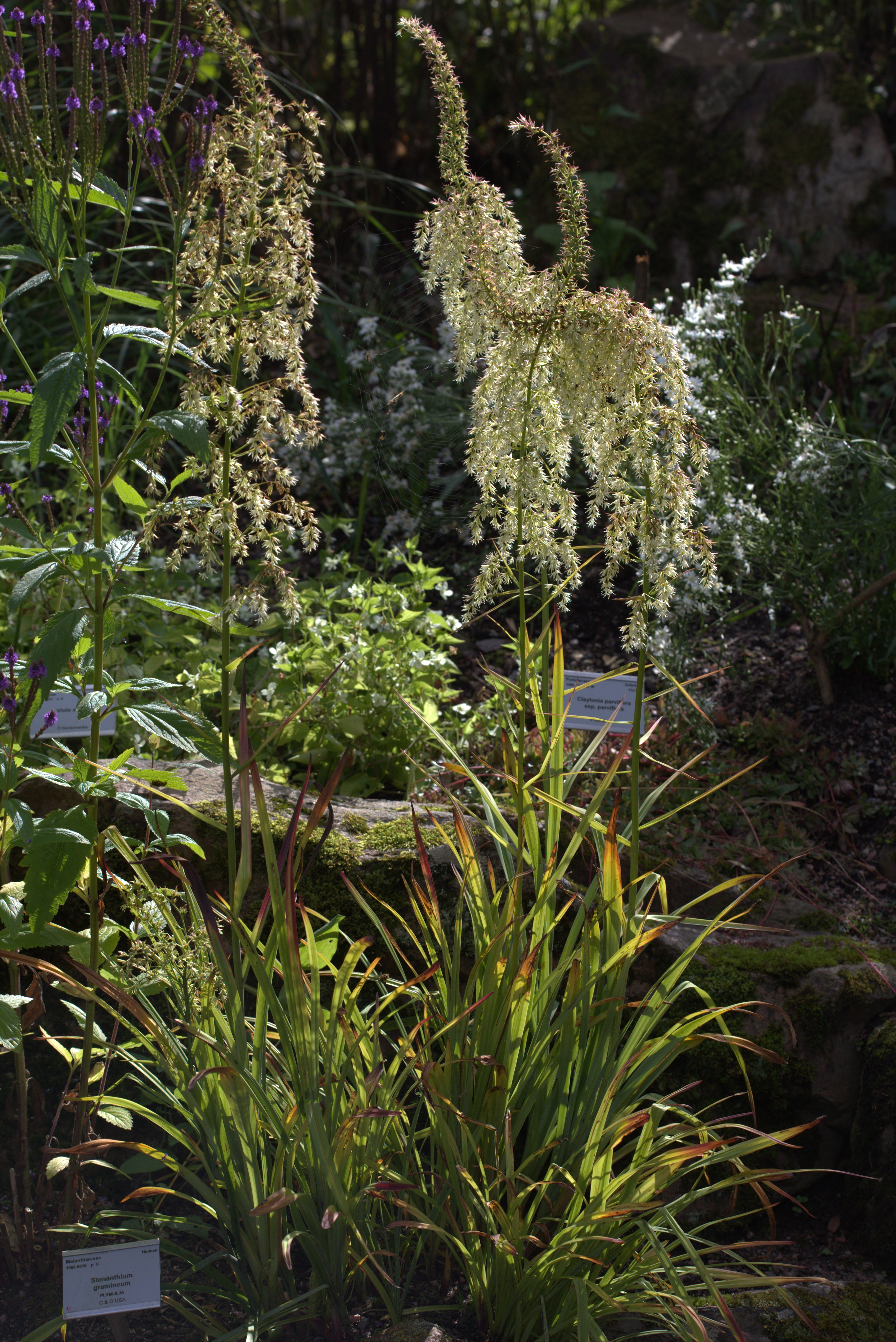
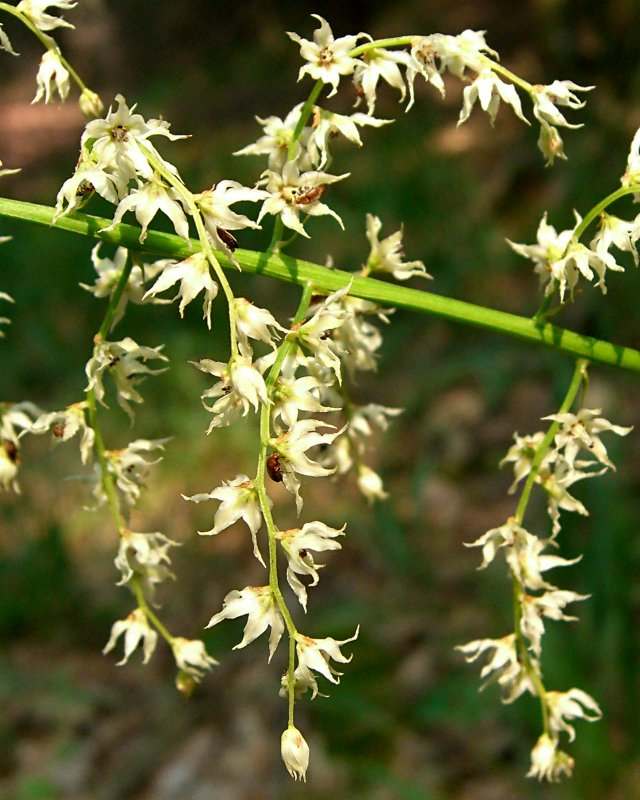